# Кобылянский, Бронислав Владимирович
Бронислав Владимирович Кобылянский (укр. Броніслав Володимирович Кобилянський, 18 декабря 1896, Хотимир — 1 или 2 июля 1986, Львов) — украинский лингвист и педагог, кандидат филологических наук (1960).
Участник Первой мировой войны. Окончил Венский университет (1926), получил степень доктора философии. В 1926—1943 годах работал учителем в школах и гимназиях Хотимира, Луцка, Ровно; в 1944—1951 годах — старший преподаватель, доцент, с 1947 года — заведующий кафедрой украинского языка Ивано-Франковского учительского (затем — педагогического) института; в 1951—1959 годах — доцент, с 1956 года — заведующий кафедрой украинского языка Львовского педагогического института; в 1959—1976 годах — доцент кафедры украинского языка Львовского университета.
Автор трудов по диалектологии («Діалект і літературна мова», 1960, «Деякі східнокарпатські архаїзми та історизми української мови», 1967; «Лексичні паралелізми в говорах української і південно-слов’янських мов», 1972; «Східнокарпатські міфоніми», 1980), истории украинского языка, этимологии («Етимологія деяких українських слів», 1958; «Етимологічні етюди», 1972), культуры речи, методики преподавания украинского языка, истории языкознания («Короткий огляд історії мовознавства», 1964). Исследовал язык произведений Т. Г. Шевченко, Г. С. Сковороды, Н. В. Гоголя, П. Тычины («До характеристики лексики поетичних творів Тараса Шевченка» (1955), «Роль церковнослов’янізмів у „Кобзарі“ Т. Шевченка» (1961), «Мова творів Г. С. Сковороди» (1965), «Мовностилістичні риси Франкового „Мойсєя“» 1966) и других писателей. Несколько работ не были опубликованы, в частности, курсы лекций по старославянскому языку, украинской диалектологии, исторической грамматике украинского языка, а также «Хрестоматія діалектних і фольклорних текстів».